# Juan Dávila
Juan Dávila fue un militar mexicano que participó en la Revolución mexicana. Nació en Coahuila.
Se incorporó a la lucha contra Victoriano Huerta en el Ejército Constitucionalista. Fue firmante del Plan de Guadalupe como teniente de Estado Mayor.
Acompañó a Venustiano Carranza en el frustrado ataque a Torreón como parte de su Estado Mayor, a finales de 1913 puesto en el que estuvo durante toda la lucha contra Victoriano Huerta. Se incorporó a las fuerzas de Francisco Coss para combatir a las fuerzas convencionistas. Alcanzó el grado de coronel.
Fue administrador de la aduana de Piedras Negras, Coahuila.